# Летальні гени
Летальні гени, або правильніше летальні алелі — мутантні алелі генів, які призводять до смерті організмів. Можуть бути домінантними чи рецесивними, але призводять до смерті організму переважно в гомозиготному стані.
Уперше описані французьким генетиком Люс'єном Кено.
Оцінки летальних алелів у реальних популяціях тварин ускладнені.
Летальні алелі можуть бути домінантними або рецесивними. За умов рецесивної летальності організми-носії обох летальних алелів можуть гинути на стадії ембріонального розвитку, тоді розщеплення ознак у першому поколінні за другим законом Менделя відхиляється від 3:1 і становить 2:1. Прикладом такого алелю є мутація «tailless» у Т-гені в дослідах Надії Добровольської-Завадської. Тут летальність була рецесивною, хоча сам алель був домінантним — у гетерозиготних мишей були вкорочені хвости.
Прикладом домінантного летального алелю є подовжені форми гену гантінгтіну, які викликають хворобу Гантінгтона.
Також виділяють напівлетальні та умовнолетальні алелі.